# Kapské hory
Kapské hory (anglicky Cape Fold Mountains) je řada horských pásem na jihozápadě Jihoafrické republiky, respektive na jihozápadě jižní Afriky. Pohoří leží severovýchodně od Kapského poloostrova a od Kapského Města (součástí Kapských hor je i známá Stolová hora). Rozkládají se ze severozápadu (Cederberg) k jihu a dále na východ až k městu Port Elizabeth v délce téměř 1 000 km. Nejvyšší horou je Seweweekspoortpiek (2 325 m) v pohoří Swartberge. Pohoří jsou z období staršího paleozoika.

## Horská pásma
Ze západu směrem na východ.
- Cederberg (Cedrové hory)
- Olifantsrivierberge
- Piketberg
- Winterhoek
- Skurweberge
- Hexrivierberge
- Kapský poloostrov a Stolová hora
- Du Toitskloof
- Drakenstein
- Simonsberg
- Hottentots-Holland
- Kogelberg
- Stettynsberge
- Langeberg
- Riviersonderend
- Kleinrivier
- Witteberge
- Swartberge
- Outeniqua
- Langkloof
- Kouga
- Tsitsikamma
- Baviaanskloof
- Zuurberge